# Castell de Tourbillon
El castell de Tourbillon (en francès: Château de Tourbillon) és un castell al municipi suís de Sion, al cantó de Valais. Està situat en un turó i encara la Basílica de Valère, situada en el turó de davant.
Va ser construït al final de segle xiii, probablement entre 1290 i 1308, per Boniface de Challant. Una gran part del castell va ser destruïda pels Patriotes de Valais l'any 1416. Llavors va ser reconstruït l'any 1477 per Guillaume VI de Raron. El castell és actualment en estat de ruïnes per culpa d'un incendi en l'any 1788.